# Acid pivalic
Acidul pivalic (denumit și acid trimetilacetic) este un acid carboxilic cu formula chimică moleculară (CH3)3C-COOH

## Obținere

### Metoda industrială
Acidul pivalic este obținut printr-o reacție de hidrocarboxilare a izobutenei, care este o reacție Koch:
{\displaystyle {\ce {(CH3)2C=CH2 + CO + H2O -> (CH3)3CCO2H}}}
Este necesar un catalizator acid, precum acidul fluorhidric. Se pot utiliza în locul izobutenei alcool terț-butilic sau izobutilic. Pe această cale sunt produse câteva milioane de kilograme anual.

### Metoda de laborator

Reacția bromurii de terț-butilmagneziu cu dioxid de carbon, formând un ester pivalat. Adăugarea de acid produce acidul pivalic.

Metodele originale presupun oxidarea pinacolonei cu acid cromic sau hidroliza cianurii de terț-butil. Metode convenabile la nivel de laborator pleacă de la clorura de terț-butil, care este supusă unei reacții de carbonare cu reactiv Grignard dar și reacția de oxidare a pinacolonei.

Reacția de Transpoziție pinacolică și oxidarea pincolonei la acid pivalic

## Proprietăți

### Utilizări în sinteză
Grupa pivaloil ce provine de la acidul pivalic este utilizată ca grupă protectoare în sinteza organică. O metodă comună de protejare este tratarea alcoolilor cu clorură de pivaloil (PvCl) în prezență de piridină și diclorometan.

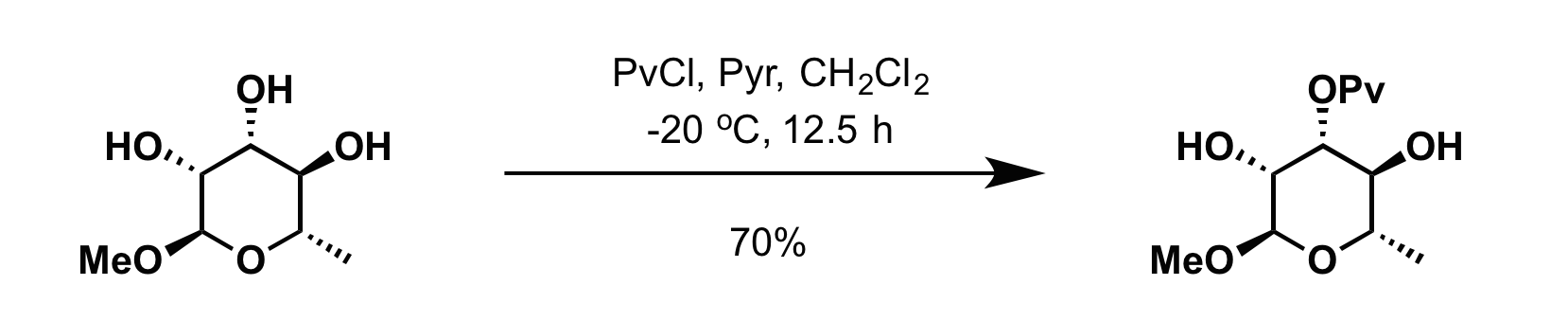
Protejarea alcoolilor cu clorură de pivaloil (PvCl)